# ボールズブラフの戦い
ボールズブラフの戦い（ボールズブラフのたたかい、英:Battle of Ball's Bluff、またはハリソン島の戦い、英:Battle of Harrison’s Island、またはリーズバーグの戦い英:Battle of Leesburg）は、南北戦争の初期、1861年10月21日に、バージニア州ラウドン郡で、北軍ジョージ・マクレラン少将の北バージニアにおける作戦の一部として行われた戦闘である。
その後に続く戦闘と比べると小さな戦いだったが、1861年の東部戦線では2番目に大きな戦闘であり、その後で北軍指揮系統に余波が及び、戦争中のアメリカ合衆国憲法下での三権分立の問題を引き起こした。

## 背景
この戦闘に先立つこと数週間、マクレランは全北軍の総司令官に昇格し、第一次ブルランの戦いから3ヶ月経ったこのときは、バージニア州への侵攻のためにポトマック軍を造りあげているときだった。
1861年10月19日、マクレランはジョージ・A・マッコール准将にその師団でリーズバーグの12マイル (20 km) 南東にあるバージニア州ドレインズビルに進軍し、南軍のネイサン・G・"シャンクス"・エバンス大佐がリーズバーグを放棄した可能性がある最近の南軍の動きの目的を探らせるように命令した。エバンスは実際に10月16日から17日にかけてリーズバーグを離れたが、自身の判断でそうしていた。南軍のP・G・T・ボーリガード准将がこの動きについて不快を表明し、エバンスは戻った。10月19日の夜、エバンスは町の東、アレクサンドリアからウィンチェスターに繋ぐターンパイク（現代の州道7号線）に防御的陣地を置いた。
マクレランは同じ夜にマッコールと相談するためにドレインズビルに来て、マッコールには翌朝主要宿営地であるラングレーに戻るよう命令した。マッコールはその地域の道路地図を完成させるために暫しの猶予を要請し、その結果、10月21日朝までラングレーに向けて出発しなかった。それはボールズブラフの戦いが始まろうとしている時だった。
10月20日マッコールがその地図製作を完成させる一方で、マクレランはチャールズ・ポメロイ・ストーン准将に南軍がどのように動くかを見極めるためにマクレランが「軽い示威行動」と呼ぶものを行うよう命じた。ストーンは他の部隊がポトマック川沿いに陣取っているエドワーズ渡し場まで部隊を進め、その砲兵隊に南軍がいると思われる陣地を砲撃させ、日が暮れる直前に第1ミネソタ志願歩兵連隊の約100名をバージニア州側の向こう岸に短時間渡らせた。この行動に対してエバンス大佐側からは何の反応も無かったので、ストーンは部隊をその宿営地に呼び戻して、「軽い示威行動」は終わった。
ストーンは続いて第15マサチューセッツ歩兵連隊（ボールズブラフに面したハリソン島に駐屯）のチャールズ・ディブンス大佐に敵の配置について情報を集めるためにそこで川を渡って偵察隊を送るよう命じた。ディブンスはチェイス・フィルブリック大尉と約20名の兵士を派遣しストーンの命令を実行させた。ボールズブラフから内陸1マイル (1.6 km) 近く暗闇の中を進むと経験の足りないフィルブリックは一群の立ち木を南軍宿営地のテントと見誤り、確かめもせずに戻って宿営地の存在を報告した。ストーンは直ちにディブンスに300名ほどを連れて川を渉り、翌朝見通せるだけ明るくなったときに、宿営地を攻撃するよう命じた。その命令に拠れば「現在の陣地に戻ってくること」となっていた。
これがボールズブラフの戦いの始まりだった。その後長く続いた伝統的解釈とは対照的に、マクレランあるいはストーンがリーズバーグを奪取するという作戦から出たことではなかった。最初に川を渡った部隊は小さな偵察隊だった。その後に襲撃隊と目される部隊が続いた。

## 戦闘
10月21日朝、ディブンス大佐の襲撃隊は前夜の偵察隊が犯した誤りに気付いた。襲うべき宿営地は無かった。ディブンスは即座に川を渉って戻ろうとはせず、木立の中に兵士を据えてストーンに新しい指示を仰ぐべく伝令を発した。ストーンは伝令からの報告を聞いて、第15マサチューセッツ連隊の残り350名が川を渉って合流するということを伝令に伝えさせた。ディブンスは増援が到着した時も、襲撃目的だった部隊を偵察隊に変えてリーズバーグに向けて進んだ。
伝令がディブンス大佐のところに新しい情報を持って戻っている間に、大佐でアメリカ合衆国上院議員のエドワード・ディキンソン・ベイカーがストーンの宿営地に現れ、朝の出来事について知った。ベイカーはその時点までどの戦闘にも関わっていなかった。ストーンはベイカーに宿営地に関する誤情報を伝え、ディブンスには偵察目的で援軍を送ったことも伝えた。ストーンはベイカーに渡河地点まで行って状況を判断し、既にバージニア州にいる部隊を引き返させるか新たな部隊を送り込むかを判断するよう指示した。
ベイカーはその命令を実行するために上流に向かい、ディブンスの伝令が2回目に戻ってくるのに出会い、ディブンス部隊が敵の第17ミシシッピ歩兵連隊の1個中隊に遭遇し、短時間交戦したことを知った。ベイカーは即座にできるだけ多くの部隊を集めて川を渡るよう命令したが、そのためにどれだけの船が利用可能かを判断せずに命令していた。すぐに行き詰まりになって北軍は緩りとかつ少数でのみ川を渡せることになり、渡河は終日続くことになった。
一方ディブンスの部隊（この時約650名）はその前進した位置に留まり、増え続ける南軍の部隊とさらに2回の小競り合いを演じ、他の北軍の部隊は川を渡ったが、崖の近くに陣取りそこから進まなかった。ディブンスは遂に午後2時に撤退し、30分前に川をやっと渡ったベイカーの部隊と出合った。3時頃から戦闘が激しく始まり暗くなった後まで続いた。
ベイカー大佐が午後4時半頃に戦死した。今でもベイカーは戦闘で死んだ唯一のアメリカ合衆国上院議員となっている。北軍は崖の周りのその制限のある陣地から抜け出そうと不毛な努力をした挙句、幾らか算を乱した形で川を渡って戻り始めた。暗くなる少し前、新しい南軍の連隊（第17ミシシッピ連隊）が到着して猛襲の中核となり、遂には北軍を破って壊走させた。
北軍兵士の多くはボールズブラフの南端にある険しい斜面（現在国立墓地となっている所の背後）を転げ落ち川に嵌った。ハリソン島に戻ろうとする船は間もなく浸水し転覆した。負傷兵を含め多くの北軍兵が溺れた。戦闘に続く日々に遺体が下流のワシントンD.C.やさらにはマウントバーノンまで流れ着いた。全体で北軍兵の223名が戦死し、226名が負傷、553名はその夜にポトマック川岸で捕虜になった。北軍の公式記録ではこの戦闘で49名のみが戦死したことになっているのは注目すべきであり、この誤りはおそらく翌日休戦の旗の下に川を渡った北軍埋葬部隊の記録を読み誤ったことから起こったと考えられる。北軍兵44名はボールズブラフ戦場跡および国立墓地に埋葬され、このうち1名のみが識別されている。

## 戦闘の後
この北軍の敗北は南北戦争のその後の戦闘に比較して小さなものだったが、軍事関係者の内外にかなり広く影響を及ぼした。現職上院議員を失ったために、ワシントンでは幾つかの政治的影響があった。ストーンはこの敗北のスケープゴートにされたが、アメリカ合衆国議会議員は合衆国裏切る陰謀があったのではと疑った。その後の激しい抗議や、なぜ北軍が第一次ブルラン、ウィルソンズ・クリークおよびボールズブラフで敗北したか知りたいという願望がアメリカ合衆国議会両院合同戦争遂行委員会の設立に繋がった。この委員会は戦争の残り期間北軍の士官（特に民主党員であった者）を悩ませ、高位にある将軍達の間で扱いにくい政治的内輪もめに繋がることになった。
第20マサチューセッツ志願歩兵連隊のオリバー・ウェンデル・ホームズ・ジュニア中尉はボールズブラフで致命傷に近い傷を負っても生き延び、1902年にはアメリカ合衆国最高裁判所陪席判事になった。ハーマン・メルヴィルの詩『ボールズブラフ - 幻想』はこの戦闘を記念する詩である。
戦場跡は今日かなり草木に覆われたが、ボランティアの絶え間ない努力で草木を除去し戦場の解説を容易にしてきた。そこは1984年にアメリカ合衆国国定歴史史跡を宣言され、ボールズブラフ戦場跡および国立墓地として保存されている。公園は北バージニア地域公園局によって維持されている。